# Epirrhoe kurzi
Epirrhoe kurzi là một loài bướm đêm trong họ Geometridae.